# Horní Moštěnice
Horní Moštěnice (en allemand : Ober Moschtienitz) est une commune du district de Přerov, dans la région d'Olomouc, en République tchèque. Sa population s'élevait à 1 676 habitants en 2025.

## Géographie
Horní Moštěnice se trouve à 5 km au sud de Přerov, à 26 km au sud-est d'Olomouc et à 230 km à l'est-sud-est de Prague.
La commune est limitée par Přerov au nord, par Beňov à l'est, par Dobrčice, Přestavlky et Říkovice au sud, et par Věžky à l'ouest.

## Histoire
La première mention écrite de la localité date de 1131.

## Galerie

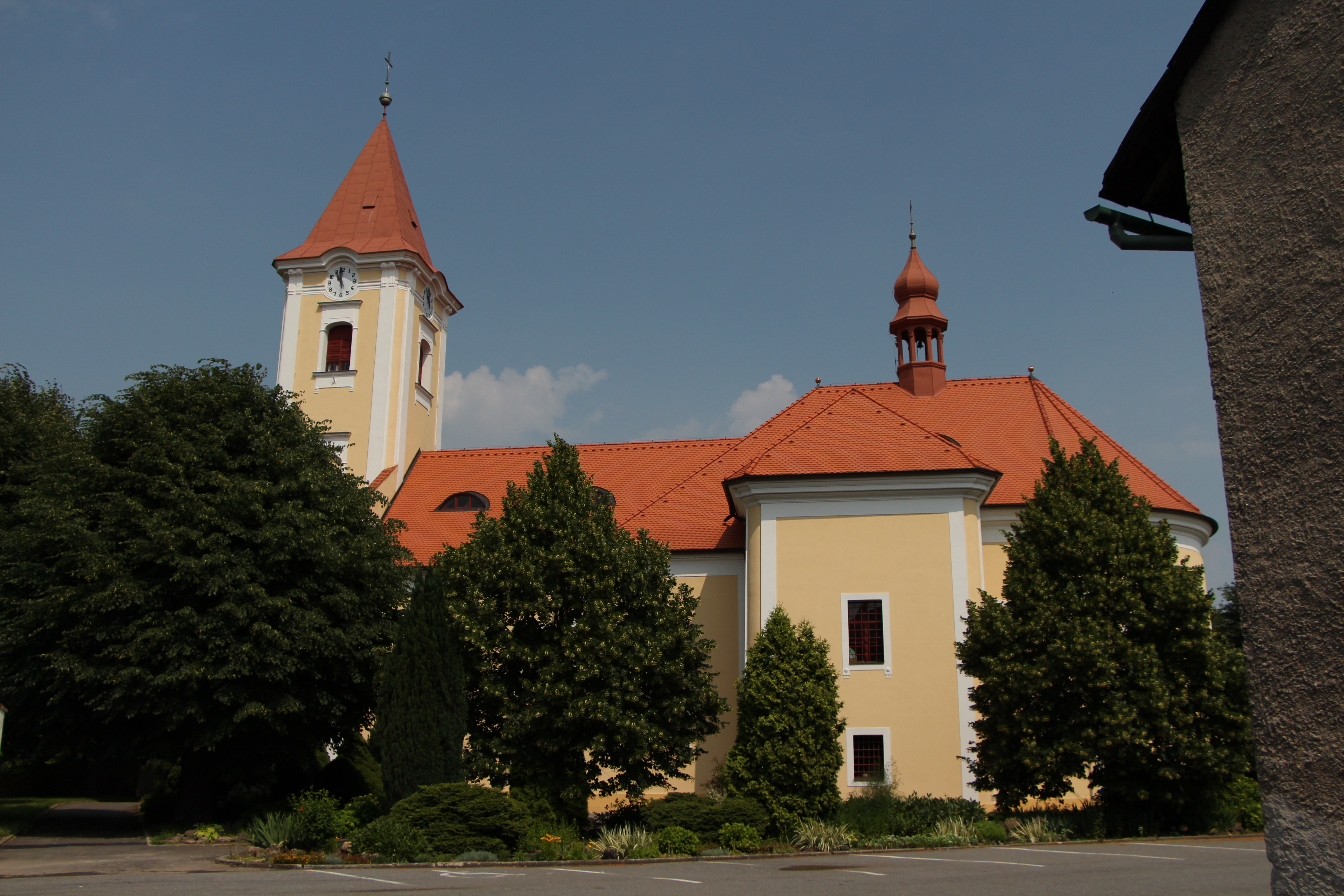
Église de l'Assomption.
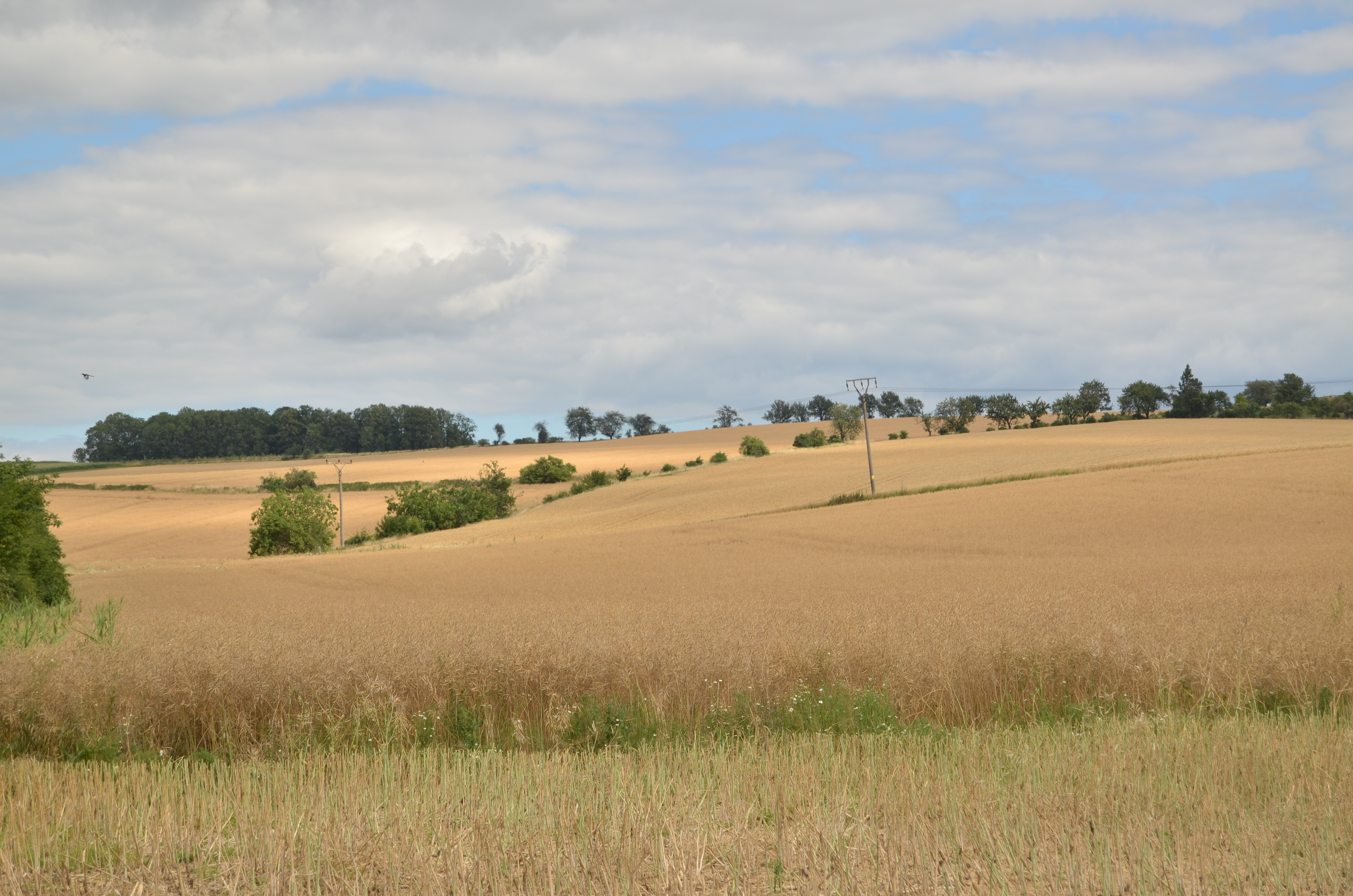
Paysage rural.